# Cumberland Gap Tunnel
Der Cumberland Gap Tunnel ist ein Straßentunnel in den USA. Er durchsticht die Cumberland Mountains nahe dem historischen Cumberland Gap.

## Bauwerk
Der Tunnel besteht aus zwei Röhren mit je zwei Fahrspuren und ist 1402 Meter lang. Er ist Teil des U.S. Highway 25E und verbindet Kentucky mit Tennessee. Das Nordportal befindet sich nahe der Stadt Middlesboro, das Südportal bei der Ortschaft Cumberland Gap. Die Kosten für das 1996 fertiggestellte Bauwerk betrugen 280 Mio. US-$, mehr als doppelt so viel als veranschlagt.

## Geschichte
Über den Cumberland Gap führte bereits Ende des 18. Jahrhunderts eine Verkehrsverbindung, die Wilderness Road. 1908 wurde diese Straße als eine der ersten Überlandstraßen in den Vereinigten Staaten makadamisiert. Dem ständig zunehmenden Verkehr war die alte Passstraße ab den 1950ern nicht mehr gewachsen, aufgrund der vielen Unfälle bekam der Highway den Beinamen Massacre Mountain. Geologische Untersuchungen für den Tunnel begannen 1979, 1985 wurde ein Erkundungsstollen fertiggestellt. Zahlreiche geologische Hindernisse wurden dabei festgestellt, vor allem die starke Wasserführung musste berücksichtigt werden. Im Schnitt verlassen pro Minute 1700 Liter Tunnelwasser den Berg.
Die eigentlichen Bauarbeiten begannen 1991, der Durchstich erfolgte am 9. Juli 1992. Für den Verkehr freigegeben wurde der Cumberland Gap Tunnel am 18. Oktober 1996. Anstelle des alten Highways über den Cumberland Gap wurden Teile der Wilderness Road rekonstruiert.